# Millôr Fernandes
Millôr Fernandes   (Rio de Janeiro, 16 d'agost de 1923 - Ipanema, 27 de març de 2012) va ser un dibuixant, humorista i dramaturg brasiler.

## Biografia
Va néixer a Rio de Janeiro, fill de Francisco Fernandes, enginyer espanyol, i de Maria Viola Fernandes. Va començar la seva carrera periodística ja el 1938, publicant en diverses revistes brasileres.
El 1955, Millor va compartir amb Saul Steinberg el primer premi en l'Exposició Internacional de Caricatures de Buenos Aires, i el 1957 va tenir una exposició individual al Museu d'Art Modern de Rio de Janeiro.
Juntament amb Jaguar, Ziraldo i altres, va fundar el 1969 l'innovador setmanari satíric «O Pasquim».
Millôr ha escrit diverses obres d'èxit, i també ha traduït clàssics com Shakespeare. Ell va dibuixar i escriure regularment en importants diaris i revistes del país.
Fou casat amb Cora Rónai.

## Obres[2]

### Llibres de prosa
- Eva sem costela – Um livro em defesa do homem (1946)
- Tempo e contratempo (1949)
- Lições de um ignorante (1963)
- Fábulas Fabulosas (1964)
- Esta é a verdadeira história do Paraíso (1972)
- Trinta anos de mim mesmo (1972)
- Livro vermelho dos pensamentos de Millôr (1973)
- Compozissõis imfãtis (1975)
- Livro branco do humor (1975)
- Devora-me ou te decifro (1976)
- Millôr no Pasquim (1977)
- Reflexões sem dor (1977)
- Novas fábulas fabulosas (1978)
- Que país é este? (1978)
- Millôr Fernandes – Literatura comentada (1980)
- Todo homem é minha caça (1981)
- Diário da Nova República (1985)
- Eros uma vez (1987)
- Diário da Nova República, v. 2 (1988)
- "Diário da Nova República, v. 3 (1988)
- The cow went to the swamp ou A vaca foi pro brejo (1988)
- Humor nos tempos do Collor (1992, amb L. F. Veríssimo e Jô Soares)
- Millôr definitivo - A bíblia do caos (1994)
- Amostra bem-humorada (1997)
- Tempo e contratempo (2ª edição) – Millôr revisita Vão Gogô (1998)
- Crítica da razão impura ou O primado da ignorância – Sobre Brejal dos Guajas, de José Sarney, e Dependência e Desenvolvimento na América Latina, de Fernando Henrique Cardoso (2002)
- 100 Fábulas Fabulosas (2003)
- Apresentações (2004)

### Poesia
- Papaverum Millôr (1967)
- Hai-kais (1968)
- Poemas (1984)

### Arts visuals
- Desenhos (1981)

### Peces teatrals i espectacles musicals
- Pif-Paf – Edição extra! (1952)
- Uma mulher em três atos (1953)
- Do tamanho de um defunto (1955)
- Bonito como um deus (1955)
- A gaivota {1959)
- Um elefante no caos ou Jornal do Brasil ou, sobretudo, Por que me ufano do meu país (1962)
- Pigmaleoa (1965)
- Esse mundo é meu (1965)
- Liberdade liberdade (1965)
- Memórias de um sargento de milícias (1966)
- Momento 68 (1968)
- Mulher, esse super-homem (1969)
- Computa, computador, computa (1972)
- É... (1977)
- A história é uma istória (1978)
- Os órfãos de Jânio (1979)
- Bons tempos, hein?! (1979)
- Vidigal: Memórias de um sargento de milícias (1982)
- O homem do princípio ao fim (1982)
- Duas tábuas e uma paixão (1982)
- De repente (1984)
- O MPB-4 e o Dr. Çobral vão em busca do mal (1984)